# Suharno
Pour l’article homonyme, voir Suharno (football).
Suharno (en serbe cyrillique : Сухарно ; en albanais : Suharna) est un village de Serbie situé dans la municipalité de Bujanovac, district de Pčinja. En 2002, il comptait 309 habitants, dont 307 Albanais (99,35 %).
En septembre 2011, l'assemblée des députés albanais de Preševo, Bujanovac et Medveđa a incité les Albanais de Serbie à boycotter le recensement prévu pour le mois d'octobre de cette année-là ; de ce fait, aucun chiffre de population n'a été communiqué pour les localités de la municipalité de Bujanovac.

## Démographie
| 1948 | 1953 | 1961 | 1971 | 1981 | 1991 | 2002 |
| ---- | ---- | ---- | ---- | ---- | ---- | ---- |
| 373  | 390  | 426  | 440  | 370  | 369  | 309  |

|  |